# Château d'Avise
Le château d'Avise est un château situé à l'entrée ouest du bourg principal d'Avise, dans la haute Vallée d'Aoste.
Il est composé d’un édifice principal à trois étages avec une tour carrée un peu plus haute munie de mâchicoulis. Les fenêtres géminées sont remarquables et l'intérieur est très intéressant.

## Histoire
Il a été bâti à la fin du XVe siècle par une ordonnance de Rodolphe d'Avise. Une fois cette famille éteinte, le château passa aux Blanc de Saint-Second qui le vendirent à des particuliers en 1798.